# إليزه وارد
إليزه وارد (بالإنجليزية: Elsie Ward) هي نحّاتة أمريكية، ولدت في 1872، وتوفيت في 1923.